# Kitfuchsfell

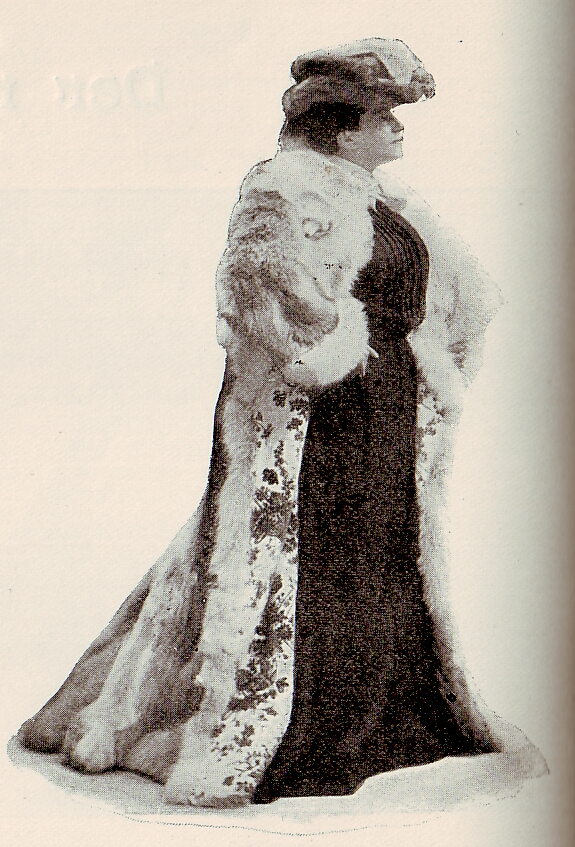
Kitfuchsmantel (Paris, 1904)

Die traditionell in der Pelzbranche als Kitfuchs gehandelten Felle stammen von zwei nahe verwandten nordamerikanischen Arten, dem Swiftfuchs beziehungsweise Steppenfuchs und dem Kitfuchs (früher häufig auch Kittfuchs), auch Großohr-Kitfuchs (nicht zu verwechseln mit den afrikanischen Großohrfüchsen). Kitfuchsfelle ähneln in vieler Hinsicht den Rotfüchsen, der Unterschied besteht hauptsächlich in der Größe und der Farbe.
Auch die in den Auktionskatalogen der Hudson's Bay und Annings Ltd. angebotenen Mongolischen Kitfüchse sind keine Felle von Kitfüchsen, sondern Korsakfuchsfelle.
Bei einer Einteilung der Pelztiere in die Feinheitsklassen seidig, fein, mittelfein, gröber und hart wird das Kitfuchshaar, wie auch das Haar weiterer, härterhaariger südamerikanischen Fuchssorten als gröber eingestuft.
Die IUCN schätzt den Kitfuchs als nicht gefährdet (Least Concern), in Mexiko als gefährdet (Vulnerable) ein. Der Swiftfuchs gilt als nicht gefährdet.

## Kitfuchsfell
Das dichthaarige und feine Kitfuchsfell hat eine Kopfrumpflänge von 46 bis 54 cm und eine Schweiflänge von 25 bis 34 cm. Das Vorkommen des Kitfuchses reicht vom Norden, von den Steppen und Prärien des südlichen Kanada und der USA, bis nach Texas und Kalifornien, teils auch bis in die mexikanischen Wüsten.
Auffällig sind die großen Ohren, die noch etwas größer sind als beim Swiftfuchs und näher zusammenstehen. Das Fell ist kurzhaarig; hellgrau, Kopf und Körperseiten sind gelblichgrau, die Außenseiten der Beine braungelb, der Bauch und die Innenseiten der Beine gelbweißlich. Je nach Herkommen ist die Farbe mitunter rötlicher, auch heller. Die Schweifspitze ist schwarz. Zwischen den Fußballen ist das Fell dicht.

## Swiftfuchsfell

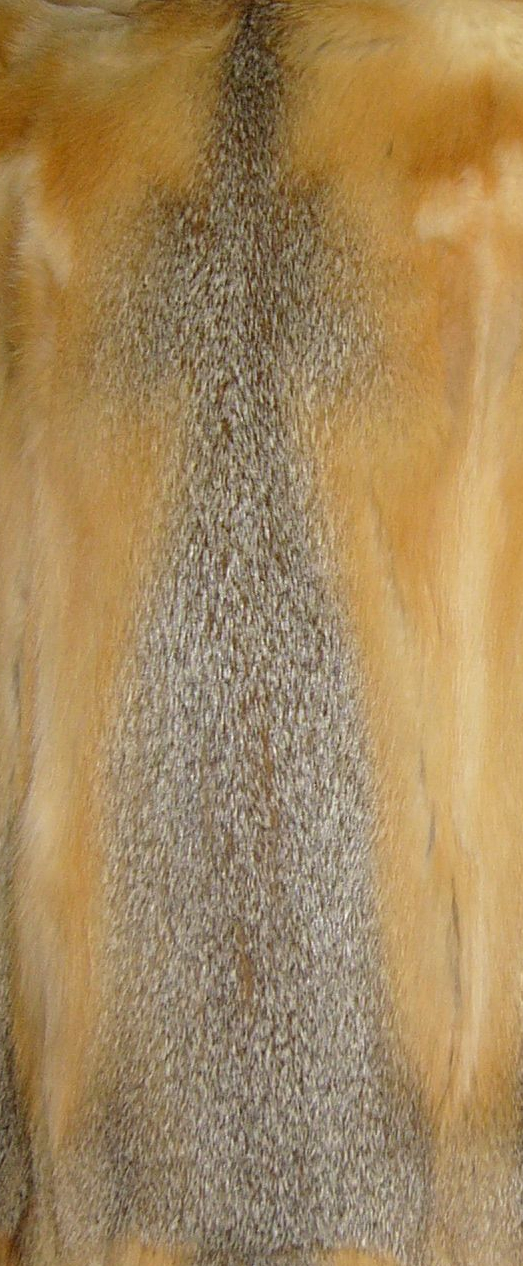
Bereits verarbeitetes Swiftfuchsfell

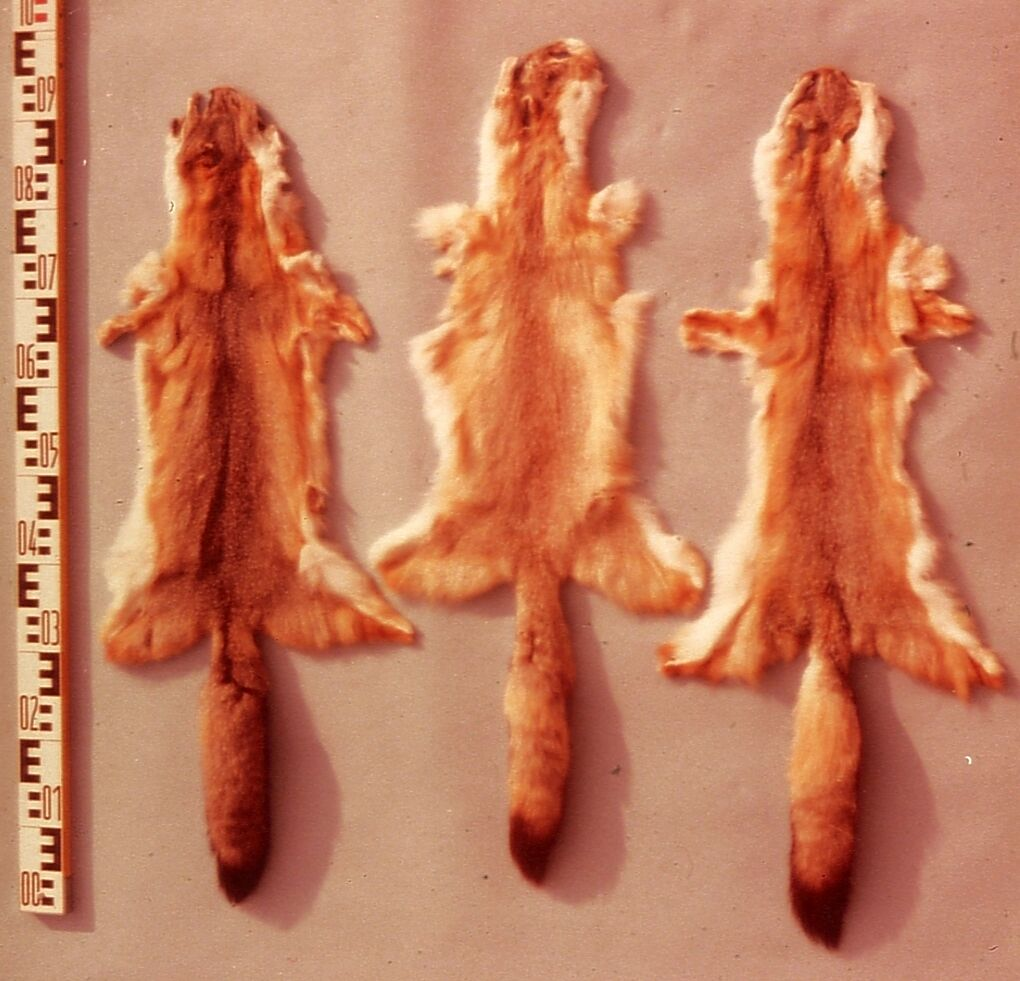
Durch Alterung stark farbverfälschtes Foto von Swiftfuchsfellen. Es wurde hier eventuell nicht zwischen Swift- und Kitfuchs unterschieden. Nur beim mittleren Fell ist das Charakteristikum des Swiftfuchses zu erkennen, die fehlende dunkle Fellmitte.

Der Swiftfuchs bewohnt die trockeneren Gegenden des westlichen Nordamerikas. Vom nah verwandten Kitfuchs unterscheidet er sich durch seine kleinere Körpergröße und den fehlenden dunklen Rückenstreifen.
Der Swiftfuchs ist mit etwa 35 bis 45 cm die kleinste Fuchsart Nordamerikas, der Schweif ist zusätzlich etwa 25 bis 30 cm lang; weibliche Tiere sind etwas kleiner als männliche. Die Fellfarbe ist hellgrau mit einer orangebräunlichen Färbung an den Körperseiten und an den Beinen. Kehle, Brust, Bauchseite und das Ohreninnere sind cremefarben. Der Schwanz ist buschig und hat eine schwarze Spitze. Beide Seiten der Schnauze sind schwärzlich. Im Vergleich zum Kitfuchs sind seine großen, dreieckigen Ohren kleiner.
Nach Herkommen werden unterschieden: 
Kanada: Western
USA: Northern, Western
Der Fellanfall ist recht gering, schon deshalb, weil sein Vorkommen auf nur wenige nördliche und westliche Regionen der USA und des westlichen Kanada begrenzt ist. Konfektion aus sehr schönen, kontrastreichen Fellen wurde als Colorado-Fuchs (westliche Zentral-USA) angeboten.

## Handel, Verarbeitung

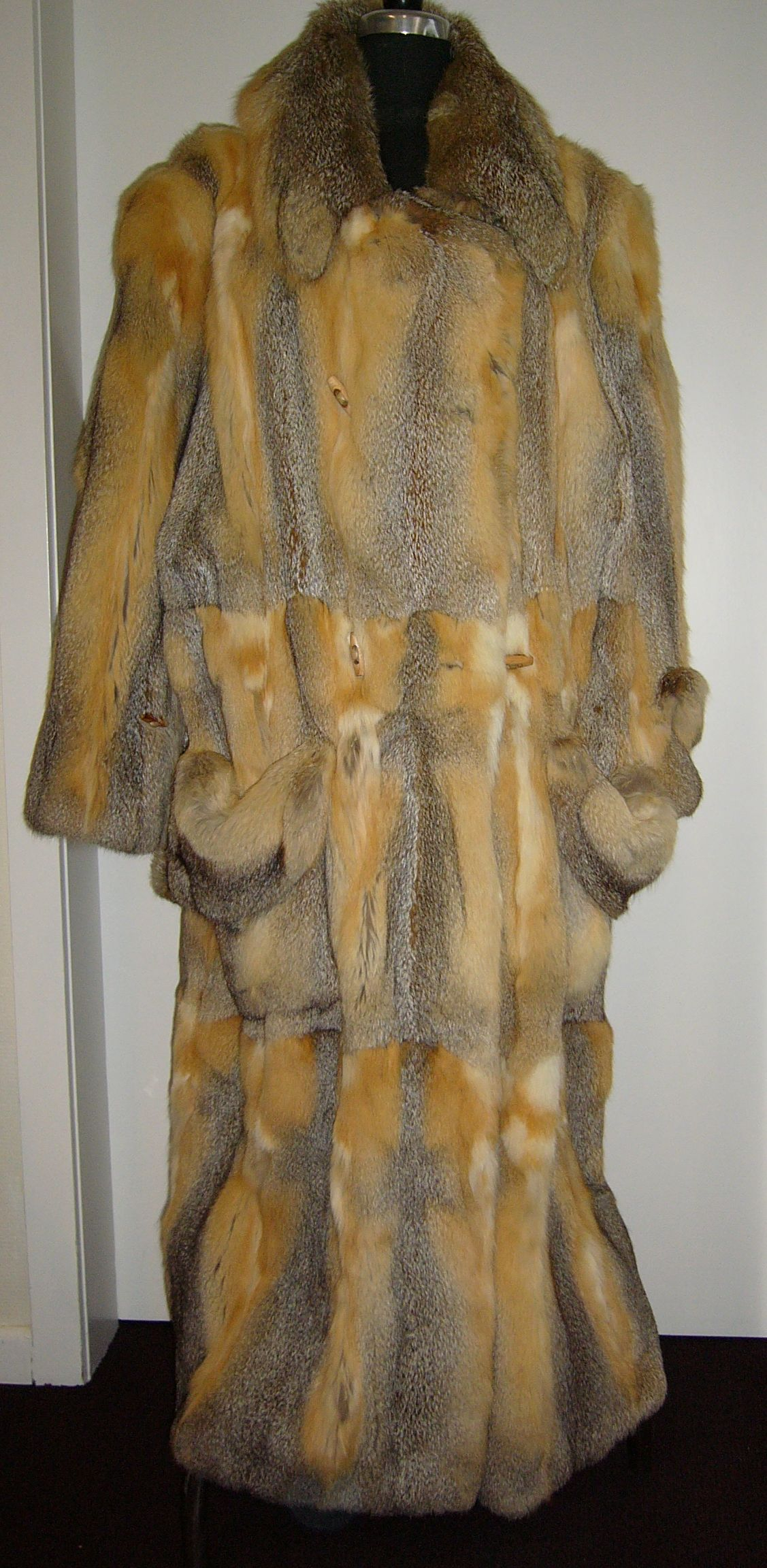
Swiftfuchsmantel (2012)

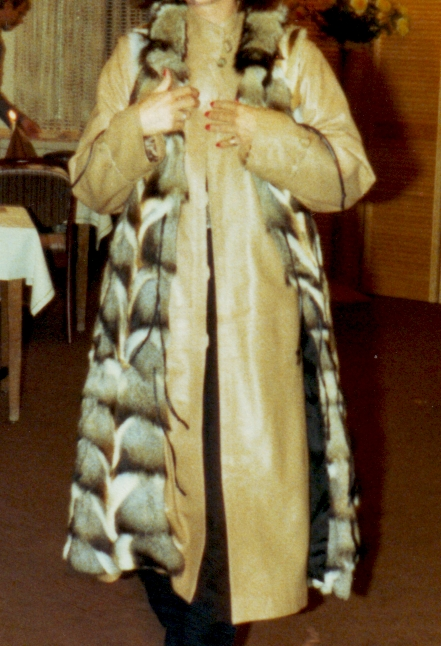
Ledermantel mit Kitfuchspfoten-Innenfutter (Recklinghausen, 1983)

Ein amerikanisches Handbuch für Fellhändler aus dem Jahr 1915 kennt noch keinen Unterschied zwischen Kit- und Swiftfuchs. Erst später erscheint in der Rauchwaren-Fachliteratur langsam der Hinweis auf zwei verschiedene Arten, wobei beide meist zusätzlich zusammen mit dem Mongolischen Kitfuchs, dem Korsakfuchs, behandelt werden.
Von den beiden Arten liefern die Kitfüchse aus den nördlichen Distrikten (Northern) die beste Fellqualität, Western die geringste. Sie haben das vollste und seidigste Haar. Western enthalten sehr viel mehr 2. als 1. Qualitäten, die Winter sind dort zwar kalt, aber kurz.
|               | Größenbezeichnungen (inch) | Größenbezeichnungen (inch) | Größenbezeichnungen (inch) | Größenbezeichnungen (inch) |              |              |
| Herkommen     | XL                         | L                          | M                          | S                          | Farbe        | Struktur     |
| ------------- | -------------------------- | -------------------------- | -------------------------- | -------------------------- | ------------ | ------------ |
| Kanada        | 36                         | 33                         | 31                         | 30                         | mittelhell   | mittelseidig |
| Westliche USA | 32                         | 30                         | 28                         | 26                         | dunkles Haar | grob         |

In der Praxis sind die Felle meist ziemlich gleich in der Größe. Die kleineren Felle stammen in der Regel von jüngeren Tieren, bei denen das Deckhaar nicht voll ausgereift ist, sie fallen deshalb unter die 3. und 4. Qualitäten.
Das Fell wird rund abgezogen, mit dem Haar nach innen oder nach außen, oder offen angeliefert.
Um 1858 exportierte die Hudsonbay jährlich 10.000 Kitfuchsfelle, vor 1911 waren es nur noch 1000 Stück. 1970 hieß es, „in den letzten Jahren ist das Fellaufkommen sehr zurückgegangen. Nach der letzten Statistik werden 17.000 Stück pro Jahr angegeben“. Der Anfall an Fellen war bis 1988 so gering geworden, dass genaue Zahlen nicht zu ermitteln waren.
Im Jahr 1965 wurde der Fellverbrauch für eine für einen Kitfuchsmantel ausreichende Felltafel mit 30 bis 40 Fellen angegeben (sogenanntes Mantel-„Body“). Zugrundegelegt wurde eine Tafel mit einer Länge von 112 Zentimetern und einer durchschnittlichen Breite von 150 Zentimetern und einem zusätzlichen Ärmelteil. Das entspricht etwa einem Fellmaterial für einen leicht ausgestellten Mantel der Konfektionsgröße 46 des Jahres 2014. Die Höchst- und Mindest-Fellzahlen können sich durch die unterschiedlichen Größen der Geschlechter der Tiere, die Altersstufen sowie deren Herkunft ergeben. Je nach Pelzart wirken sich die drei Faktoren unterschiedlich stark aus.
Die Fellverarbeitung entspricht der des → Grisfuchsfells. Wie bei den meisten Fellarten wird auch vom Kitfuchs jedes Fellteil verarbeitet. Diese Halbfertigprodukte (Kitfuchs-Seiten-, Kopf- und Pfoten- bzw. Klauen-Tafeln) werden dann weiter bevorzugt zu Pelzinnenfuttern, aber auch zu Mänteln, Jacken, Westen und anderem verarbeitet, die Schweife dienen als Verbrämungen oder als sonstige Garnierung, zum Beispiel als Schlüsselanhänger. Der Hauptort für die Verwertung der in Europa anfallenden Pelzreste ist Kastoria in Griechenland sowie der in der Nähe liegende kleinere Ort Siatista.
Das dünnledrige Kitfuchsfell (Kitt- sowie Swiftfuchs) wird für Jacken und Mänteln, Besätze und Kopfbedeckungen genutzt. Ein amerikanisches Fachbuch nennt 1936 als Verwendung „fast ausschließlich als Verbrämung zu Damentuchmänteln, gelegentlich ein paar für Besätze, aber nur wenige“.

## Zahlen
Detaillierte Handelszahlen über nordamerikanische Rauchwaren finden sich bei
Emil Brass: Aus dem Reiche der Pelze. 1. Auflage, Verlag der „Neuen Pelzwaren-Zeitung und Kürschner-Zeitung“, Berlin 1911
Emil Brass: Aus dem Reiche der Pelze. 2. verbesserte Auflage, Verlag der „Neuen Pelzwaren-Zeitung und Kürschner-Zeitung“, Berlin 1925
Emil Brass: Aus dem Reiche der Pelze (1911) (Digitalisat – Internet Archive)
Milan Novak u. a., Ministry of Natural Resources: Wild furbearer management and conservation in North America.  Ontario 1987 (engl.). ISBN 0-7778-6086-4
Milan Novak u. a., Ministry of Natural Resources: Furbearer Harvests in North America, 1600-1984, Anhang zu vorstehendem Wild furbearer management and conservation in North America.  Ontario 1987 (engl.). ISBN 0-7729-3564-5